# Reggenza di Limapuluh Koto
La reggenza di Limapuluh Koto o reggenza di Lima Puluh Kota (in indonesiano: Kabupaten Limapuluh Koto) è una reggenza dell'Indonesia, situata nella provincia di Sumatra Occidentale.